# Fenomen paranormal
Un fenomen paranormal és un fenomen psicològic inexplicable segons les lleis conegudes de la naturalesa. Qui estudia fenòmens paranormals s'anomena parapsicòlegs o metapsicòleg. Forma part de la pseudociència. La parapsicologia és la pseudociència que estudia tals fenòmens.
El mot metapsicologia fou inventat per Sigmund Freud per designar l'estructura de la psicologia. Els models conceptuals que inventa són, per exemple, la ficció d'un aparell psíquic dividit en subestructures, la teoria dels instints, el procés de la repressió, etc. Entre els fenòmens «paranormals» es compten entre d'altres, la telepatia, la clarividència, la precognició, la hipnosi, l'espiritisme, la psicofonia, la xenoglòssia, el follet fressós, la percepció extrasensorial i l'exorcisme.

## Exorcisme
L 'exorcisme és un ritual amb nexes religiosos que expulsaria espèrits nocius que dels quals els creients suposen que haurien pres possessió d'una persona o objecte, com per exemple, una casa. El ritual implica una sèrie d'oracions i ordres d'expulsió.

## Psicofonia
La psicofonia serien sons imperceptibles per l'orella humana, però que podrien ser enregistrats amb sistemes d'enregistrament. Es tracta d'una mena de comunicació amb certs éssers dels quals no percibim la seva presència, per tant estem parlant d'éssers paranormals que es comuniquen amb nosaltres mitjançant aparells electrònics.

## Follet fressós
Un follet fressós és un esperit que comunicaria a través de sons, ombres, variacions notables de la temperatura, moviment d'objectes o altres alteracions perceptibles mitjançant els cinc sentits humans. Es tractaria d'esdeveniments violents i repetitius. Per acabar les molèsties s'hauria de recórrer a l'exorcisme per acabar amb la repetició del fenomen.
La ciència li atribueix una causa física: l'electricitat estàtica, camps electromagnètics, aire ionitzat, ultrasons o infrasons, i al·lucinacions a causa d'intoxicació, però els testimonis d'un follet fressós diuen que no se li pot atribuir una base científica a aquest tipus de fenomen.

## Xenoglòssia

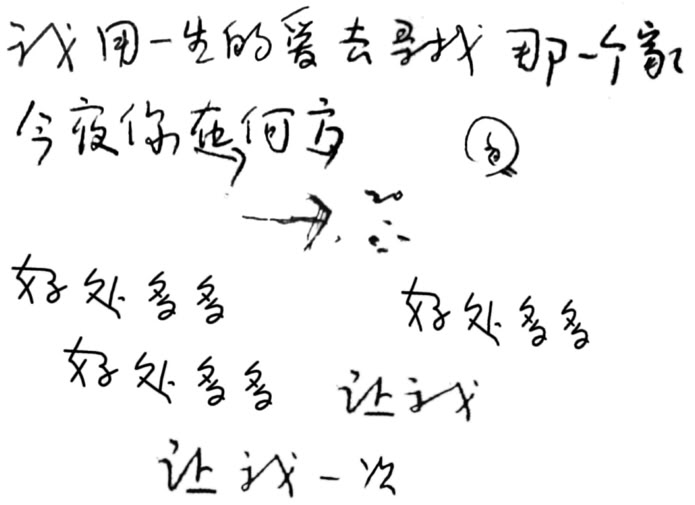
Manuscrit amb lletres xineses escrit per un nen alemany.

Fenomen en què algunes persones poden parlar o escriue llengües alienes, sense haver-ne adquirit cap coneixement. També hi ha casos de persones que haurien escrit amb caràcters diferents als de la pròpia llengua.

## Espiritisme
Doctrina que defensa l'existència d'éssers d'existència inexplicable a causa que no reben cap suport científic o lògic. Són creences que avalen la possibilitat de comunicació entre un esperit i el món corporal. També és una filosofia que estudia l'impacte de la preocupació que té el món amb aquests fets paranormals en la societat.

## Possessió
La possessió és una forma de deliri en la qual el subjecte es creu pres per forces ocultes (dimoni, animals, persones, etc), les quals en certs moments poden substituir la seva voluntat. També pot indicar un estat o un comportament considerat per una comunitat amb unes determinades creences màgiques o religioses com una demostració que l’individu que el pateix és sota la influència d’una força d’origen sobrenatural.

## Clarividència
La clarividència és un fenomen en el qual diverses persones afirmen haver rebut informació gràfica i pensaments aliens sense cap mena de nexe físic amb l'emissor d'informació. També es denomina clarividència un sisè sentit que ens permet percebre presències no físiques.

## Precognició
Capacitat de preveure fets futurs, vinculada amb relacions amb éssers paranormals de caràcter mental, de manera que es duu a terme una relació espiritual mental, sovint mentre el subjecte està en la fase de descans profund. El contacte es duu a terme mitjançant el somni, visualitzant en el somni fets que han d'ocórrer en el futur. Aquest fenomen es representa mitjançant la piràmide blanca, el nom original de la qual és Piràmide d'Amenemhet II, amb un ull a la part superior de l'estructura.

## Fantasma
Un fantasma és una criatura paranormal, imperceptible pels cinc sentits inexplicable científicament. És la presència o l'actuació d'un mort.

## OVNI
Un objecte volador no identificat (OVNI) seria una nau d'extraterrestres.